# Wolfgang VI. von Dalberg

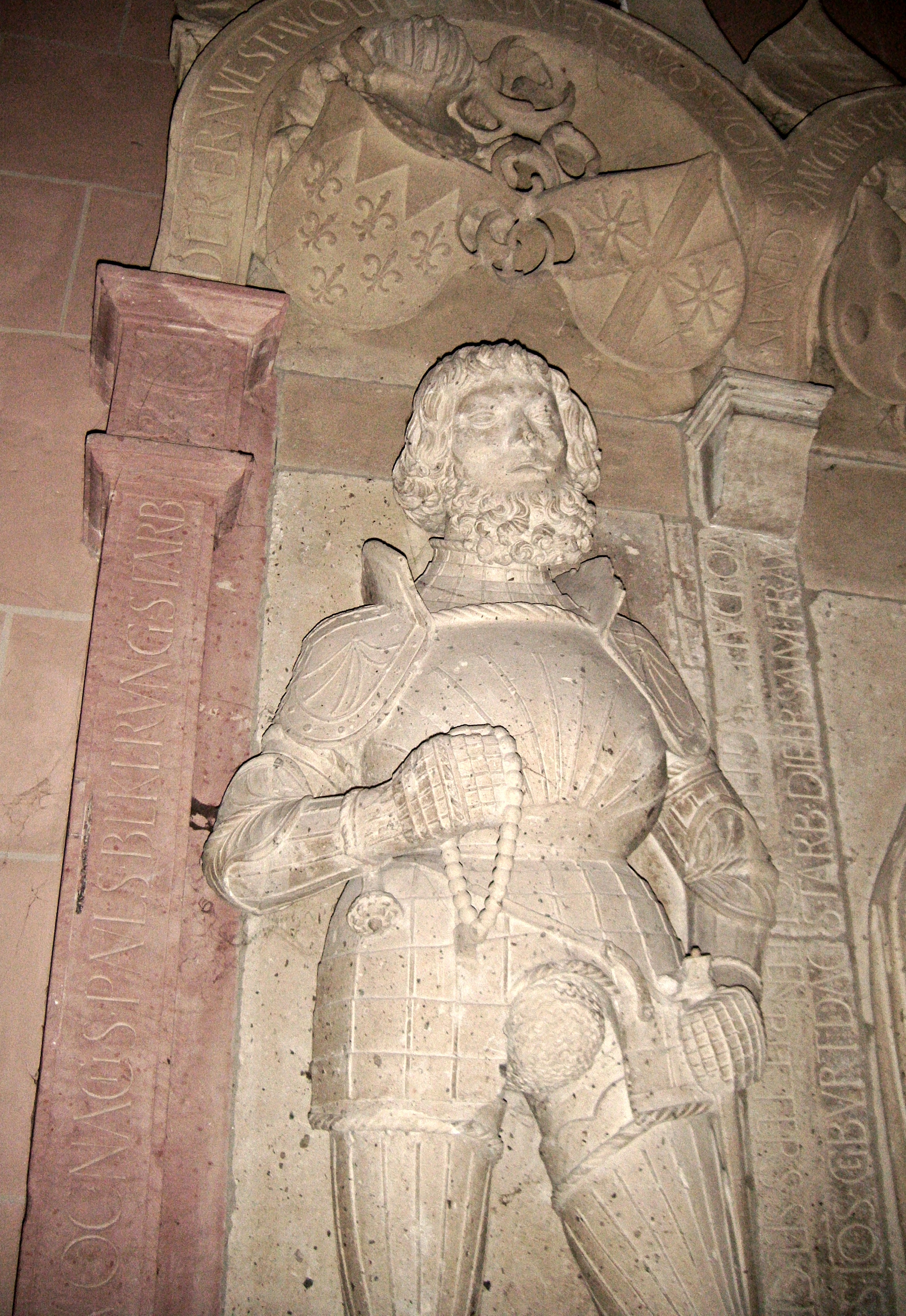
Wolfgang VI. von Dalberg, auf seinem Epitaph in der Katharinenkirche in Oppenheim

Wolfgang VI. von Dalberg (zur Unterscheidung von seinem gleichnamigen Vater auch: Wolf der Jüngere und Wolf der Lange) (* 1473; † 25. Januar 1522) war ein deutscher Ritter aus dem Geschlecht von Dalberg, kurpfälzischer Amtmann und Burgmann in Oppenheim.

## Herkunft und Verwandtschaft
Er war eines von 11 Kindern Wolfgangs III. Kämmerer von Worms, genannt von Dalberg, Bürgermeister von Oppenheim und kurpfälzischer Hofmarschall, und dessen Frau, Gertrud von Greiffenclau zu Vollrads († 1502), Tochter des Ritters Friedrich von Greiffenclau zu Vollrads (1401–1462).
Unter den 10 Geschwistern Wolfgang VI. hatten einige Ämter inne, darunter: Johann III., Bischof von Worms und Kanzler der Kurpfalz, Friedrich VI. von Dalberg, Bürgermeister von Oppenheim, und Guda, Piorin der Klöster Maria Himmelskron in Horchheim (heute: Worms) und Marienberg bei Boppard. Richard von Greiffenklau zu Vollrads (1467–1531), sein Cousin mütterlicherseits, amtierte als Erzbischof und Kurfürst von Trier.
Zur weiteren Verwandtschaft siehe hier.

## Familie

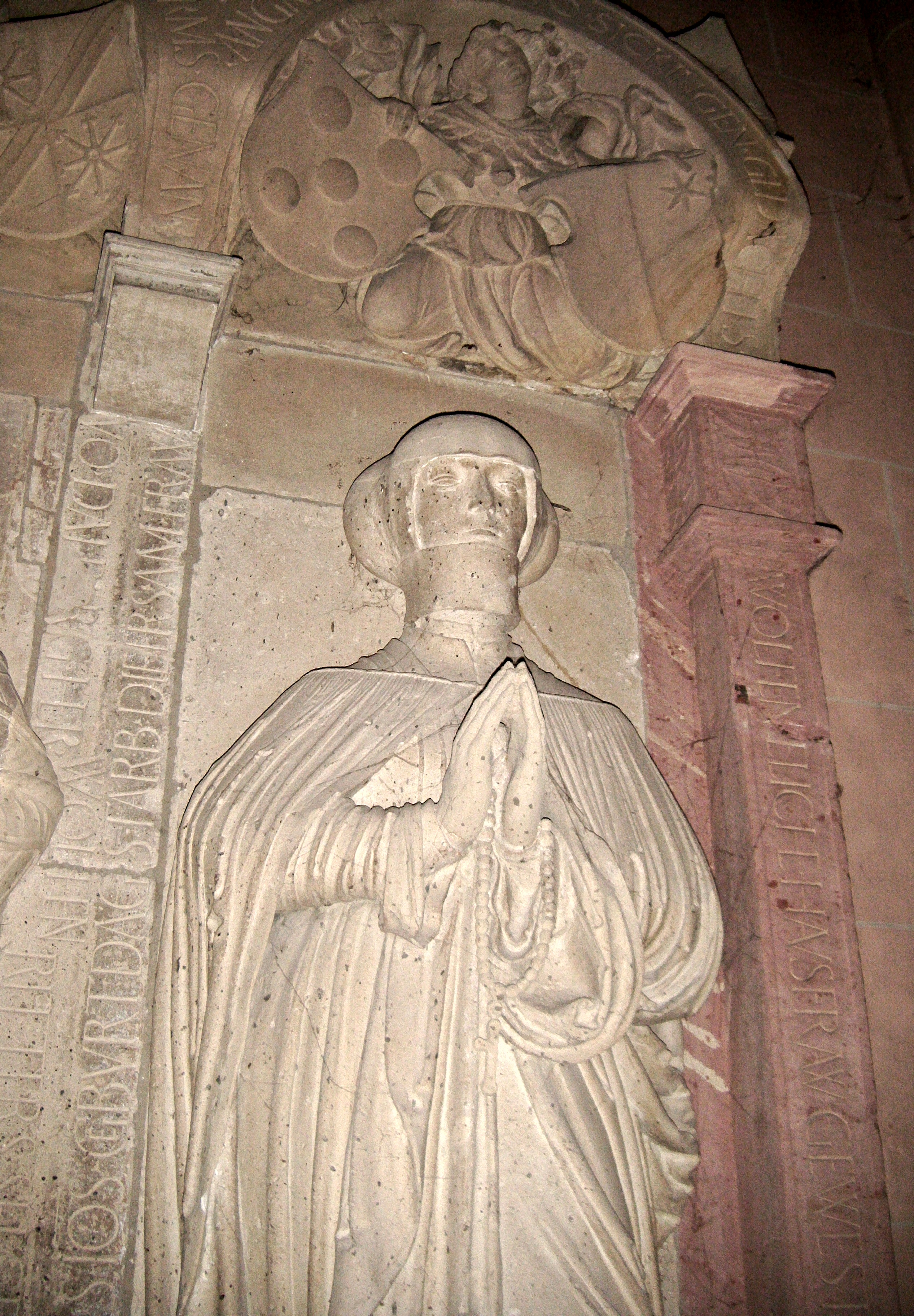
Die erste Frau, Agnes von Sickingen († 1517), Schwester des Franz von Sickingen, auf ihrem Epitaph

1507 heiratete Wolfgang VI. in erster Ehe Agnes von Sickingen († 1517), Schwester des Franz von Sickingen († 1523). Nach ihrem Tod heiratete er 1518 Walpurga Lorichia von Cronberg, Tochter des 1506 verstorbenen Oppenheimer Amtmanns Johann VII. von Cronberg. Alle Kinder von Wolfgang VI. stammen aus der ersten Ehe.
1. Ludwig I.[5] (* 1506 oder 1507[6] oder 1508[7]; 8. September 1540[8], bestattet in der Katharinenkirche in Oppenheim) war 1529 Student an der Universität Heidelberg. Ebenfalls 1529 heiratete er Margarete, Tochter von Jakob III. Fleckenstein und Barbara von Ingelheim[Anm. 4].[9]
2. Georg (Jörg) (* 1509 oder 1510; † † 2. Juni 1561[10] in Herrnsheim) heiratete in erster Ehe 1531 Anna (* 1511, † 27. Oktober 1553, bestattet in St. Peter in Herrnsheim), Tochter von Bechtold von Flörsheim und Elise von Helmstatt. Eine zweite Ehe schloss Georg am 7. Februar 1558[11] mit Elisabeth[Anm. 5] († 18. Mai 1594, bestattet in St. Peter in Herrnsheim). Sie war eine Tochter von Ulrich Ulner von Dieburg und Margareta Kämmerer von Worms[12] oder von Dalberg[13].
3. Gertrud (* 1512[14][Anm. 6], † vor dem 23. Januar 1568[15]) heiratete 1548[16] Gottfried von Frankenstein († 1568, vor dem 23. Januar[17]).
4. Anna (* 1514[18], † 15. September 1563[Anm. 7], bestattet in Sulz) heiratete 1535[19] Friedrich X. von Fleckenstein zu Hohweiler (erwähnt ab 1520[20], † 25. Februar 1568[Anm. 8], bestattet in Sulz).

## Leben

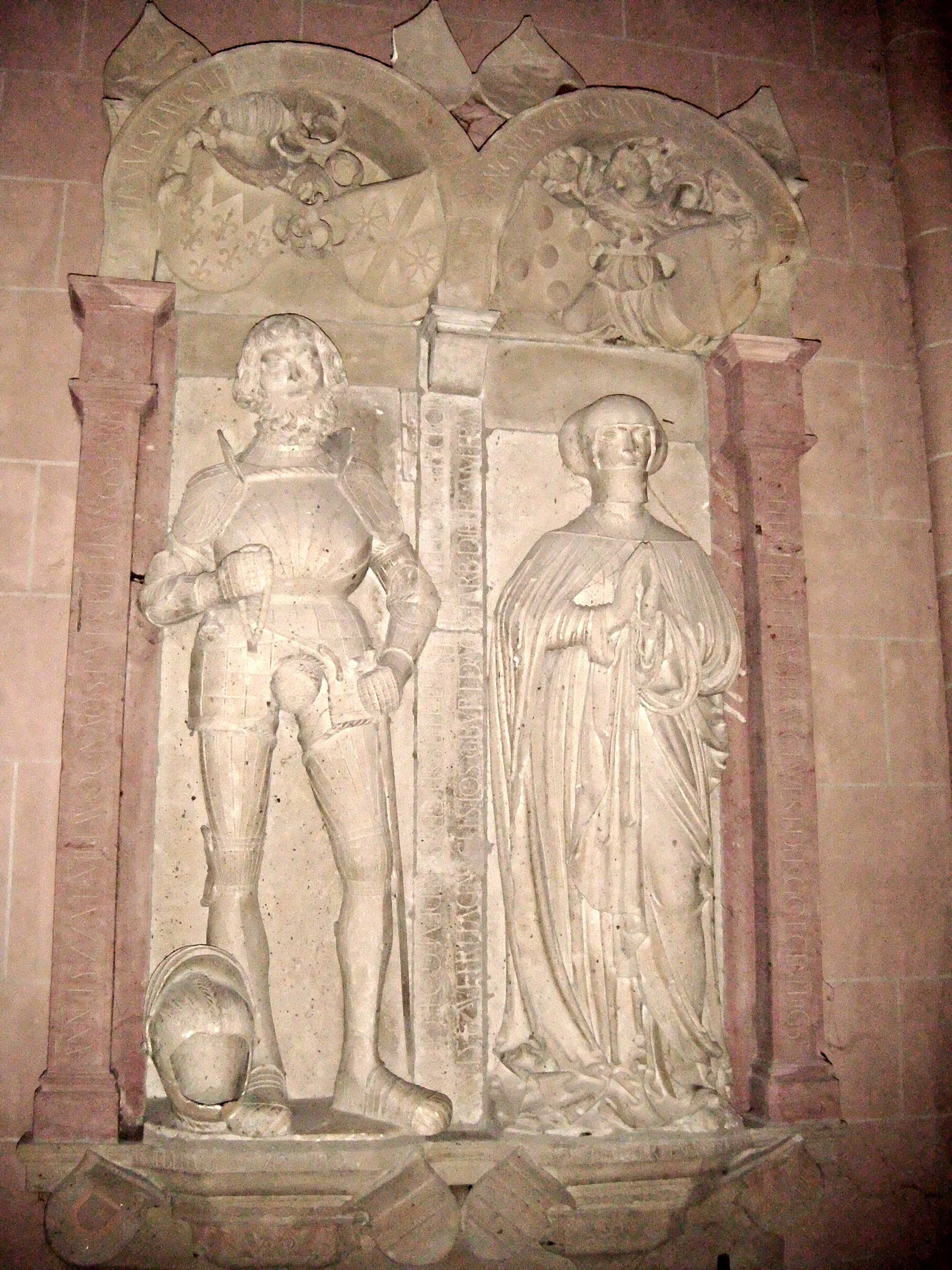
Wolfgang VI. von Dalberg und Agnes von Sickingen auf ihrem Doppelepitaph in der Katharinenkirche in Oppenheim

Wolfgang VI. von Dalberg war zunächst Burgmann der Reichsburg Landskron in Oppenheim. 1520 wurde er Pfandherr und Amtmann der Kurpfalz in Oppenheim. Die Reichsstadt Oppenheim war seit 1375 vom König an die Pfälzer Kurfürsten verpfändet, die hier einen Amtmann und Pfandherrn zur Verwaltung des Besitzes einsetzten.
Wolfgang VI. von Dalberg starb 1522 und wurde in der Katharinenkirche in Oppenheim beigesetzt, wo für ihn und seine erste Frau, Agnes von Sickingen, ein kunstvolles gemeinsames Renaissance-Epitaph errichtet wurde. Die herkömmliche Zuordnung des Werks zu dem Bildhauer Lenhart Seyfer oder dessen Werkstatt wird in der neueren Literatur bestritten. Vor der Zerstörung der Katharinenkirche im Pfälzischen Erbfolgekrieg 1689 befand sich in der Kirche auch ein Totenschild für Wolfgang VI. von Dalberg.